# Ахмедли (станция метро)
«Ахмедли» (азерб. Əhmədli) — станция первой (Красной) линии Бакинского метрополитена и станция второй (Зелёной) линии Бакинского метрополитена. Расположена между станциями «Халглар достлугу» и «Ази Асланов». Название станция получила из-за расположения в центре одноимённого посёлка — Ахмедли.

## Характеристика
Станция открыта 28 апреля 1989 года одновременно с соседней станцией «Халглар достлугу». Сама станция расположена в посёлке городского типа Ахмедли, и названа в честь данного посёлка. До 2002 года была конечной, пока не открылась станция «Ази Асланов». Архитектура станции лаконична и проста: колонны, облицованные белым мрамором и коричневым гранитом, словно квадратные минареты, держат потолок станции. Пол станции выложен серым гранитом, по которому вытянулись две полосы из белого мрамора, которые пересекаясь под прямым углом образуют в пространстве между собой — прямоугольники. Облицовка путевых стен идёт не до потолка, а до уровня чуть выше поезда. Две полосы из коричневого гранита на путевой стене облицованной светлым мрамором повторяют узор расположенный на полу станции. Стоит заметить, что оформление станции подобными полосами очень гармонирует с типовой «полосатой» окраской вагонов метро.
Станция не имеет наземных вестибюлей, выходы в город через подземный переход.
При прибытии на станцию звучит фрагмент из песни «Баку» композитора Тофика Кулиева.